# Balbagathis manuensis
Balbagathis manuensis är en tvåvingeart som beskrevs av Quate och Brown 2004. Balbagathis manuensis ingår i släktet Balbagathis och familjen fjärilsmyggor.
Artens utbredningsområde är Peru. Inga underarter finns listade i Catalogue of Life.